# Marjeta Gregorač
Marjeta Gregorač, slovenska gledališka in filmska igralka, * 14. januar 1950, Ljubljana.
Bila je članica ansambla Mestneega gledališča Ljubljanskega. Nastopila je v desetih celovečernih filmih jugoslovanske produkcije, tudi v filmu Med strahom in dolžnostjo iz leta 1975, za katerega je leta 1976 prejela srebrno areno za stranko žensko vlogo na Puljskem filmskem festivalu.

## Filmografija
- Ječarji (1990, celovečerni igrani film)
- Dom za vešanje (1989, celovečerni igrani film)
- P.S. (1988, celovečerni igrani omnibus
- Deseti brat (1982, celovečerni igrani film)
- Učna leta izumitelja Polža (1982, celovečerni igrani film)
- Draga moja Iza (1979, celovečerni igrani film)
- Vdovstvo Karoline Žašler (1976, celovečerni igrani film)
- Idealist (1976, celovečerni igrani film)
- Botre (1976, TV igra)
- Sončni dnevi občana Urbana (1975, kratki igrani propagandni film)
- Med strahom in dolžnostjo (1975, celovečerni igrani film)
- Pomladni veter (1974, celovečerni igrani film)
- Strah (1974, celovečerni igrani film)